# Tiberius Sempronius Longus (consul in 218 v.Chr.)
Tiberius Sempronius Longus (c. 260 v.Chr.-210 v.Chr.) was een Romeins consul tijdens de Tweede Punische Oorlog en een tijdgenoot van Publius Cornelius Scipio I. In 218 v.Chr. werd hij naar Africa gestuurd met 160 quinqueremen met versterkingen en voorraden, terwijl Scipio in Hispania Tarraconensis Hannibal de pas moest gaan afsnijden. Bij deze expeditie deed hij vanuit het Siciliaanse Lilybaeum een aanval op Malta en veroverde het op de Carthagers.
Kort daarna raakte Scipio gewond en werd na de Slag bij de Ticinus achtervolgd door Hannibal’s strijdmacht. De Senaat Sempronius Longus te hulp. Na zijn aankomst in december van dat jaar leidde hij, kennelijk tegen Scipio's advies in, een vermetele aanval, die uitliep op de Slag bij de Trebia. Zijn leger liep in de val en werd middels een tangbeweging omsingeld door de troepen van Hannibal's broer, Mago. Hoewel het een verpletterende nederlaag was voor de Romeinen, kon Sempronius Longus met een strijdmacht van 10.000 infanteristen door de Cartaagse linies breken en het vege lijf redden.
In januari 217 v.Chr. keerde Sempronius Longus terug naar Rome om de verkiezing van nieuwe consuls te regelen. Hij werd opgevolgd door Gaius Flaminius Nepos en voegde zich weer bij zijn leger in het winterkamp.
In 215 v.Chr. bestreed Sempronius Longus Hanno de Oudere bij Grumentum (niet te verwarren met de Slag bij Grumentum), waarbij hij 2.000 vijanden doodde en er 280 gevangennam. Aldus verdreef hij Hanno uit Lucanië, naar Bruttium, waarmee hij de weg baande voor de herovering van Vercellium, Vescellium, en Sicilinum.
In 194 v.Chr. werd zijn zoon en naamgenoot, Tiberius Sempronius Longus, consul, die de migratie van Romeinse kolonisten naar Gallië organiseerde.